# Pedro Sáez
Pedro Sáez (Valparaíso, 17 de julio de 1918) fue un futbolista profesional chileno que jugaba de delantero. Sus inicios en el amateurismo fueron en el club Seminario San Rafael de su puerto natal, luego inició una carrera de casi una década en la Primera División de Chile.

## Trayectoria
Jugaba como puntero derecho y poseía una gran facilidad para rematar en forma violenta, especialmente en jugadas de balones detenidos. Debutó profesionalmente en la Primera División de Chile jugando para Audax Italiano en 1937, luego se desempeñó en Santiago Wanderers entre 1938 y 1939, para después finalizar su carrera en Universidad Católica, club donde alcanzó la categoría de ídolo. En 1946, hubo un partido de baloncesto donde el delantero asistió como espectador, apoyando a Universidad Católica. A medida que transcurría el juego se fue apasionando con lo que observaba y terminó agrediendo a un juez. Tal era su compromiso con el club, que incluso participaba de otras actividades deportivas. Entre fines de ese año e inicios de 1947, Sáez fue parte del grupo representativo del CDUC que viajó en automóvil desde Santiago de Chile hasta Los Ángeles, Estados Unidos. La travesía fue planificada para llevarla a cabo en 45 días y finalmente se realizó en 88.
Con 58 goles convertidos entre los años 1939 y 1946, Perico Sáez, como era conocido en los años 1940, se ubicó entre los 25 goleadores históricos de Universidad Católica.

## Clubes
| Club                 | País  | Año       |
| -------------------- | ----- | --------- |
| Audax Italiano       | Chile | 1937      |
| Santiago Wanderers   | Chile | 1938-1939 |
| Universidad Católica | Chile | 1939-1946 |